# C20H31NO2
化学式C20H31NO2（摩尔质量：317.473 g/mol）可以指：
- 甲卡拉芬，CAS号：561-79-5
- 六氢芬宁（英语：Drofenine），CAS号：1679-76-1 ，盐酸盐CAS：548-66-3

|  | 这个同类索引页列出了具有相同分子式的化学物（即同分異構體）条目。 除非您是有意链接至本页，否则应将相应条目的内部链接指向正确的条目。 |